# Sorex daphaenodon
Sorex daphaenodon (мідиця зубаста) — вид роду мідиць (Sorex) родини мідицевих.

## Поширення
Країни поширення: Китай, Казахстан, Монголія, Російська Федерація. Мешкає у вологих зонах в змішаному лісіу більшій частині свого ареалу, може також займати березові гаї в лісостепу.

## Звички
Дієта складається з дощових хробаків, павуків, багатоніжок і комах (Lepidoptera, Orthoptera, цвіркуни, двокрилі й різноманітні жуки).

## Цикл життя
Відтворення відбувається в літні місяці. Вагітних самиці зустрічаються в червні-серпні. Самиці зазвичай дають 3-4 приплоди на рік з 4-9 дитинчатами (в середньому 7). На Sorex daphaenodon полюють нічні й денні хижі птахи і хижі ссавці (соболь, колонок, горностай). Довголіття: 14-16 місяців.

## Загрози та охорона
Втручання людини в результаті вирубки лісу і пожежі в деяких частинах ареалу, що також можуть призвести до втрати середовища проживання є загрозами. Зустрічається в деяких охоронних територіях.